# Fiorello Gramillano
Fiorello Gramillano (Campello sul Clitunno, 1º febbraio 1946) è un politico italiano, sindaco di Ancona dal 2009 al 2013.

## Biografia
Laureatosi in chimica all'Università di Perugia, ha insegnato in diverse scuole della provincia di Ancona e dal 2000 al 2009 è stato preside del liceo scientifico "Galileo Galilei" di Ancona. Sposato con due figli.
Consigliere comunale dal 1997 al 2001 e presidente della Prima Circoscrizione del comune di Ancona dal 2001 al 2006 e dal 2007 al 2009 nelle file dei Democratici di Sinistra.
Nel 2009 vince le primarie cittadine del Partito Democratico prevalendo su Stefania Benatti e Pierfrancesco Benadduci. Al primo turno delle successive elezioni comunali ottiene 23.991 voti di coalizione corrispondenti al 40,91% dei suffragi. Nel ballottaggio successivo batte il candidato del centro-destra Giacomo Bugaro con il 56,75% dei voti (affluenza 62,08%). La sua coalizione è formata da:
- Partito Democratico
- Italia dei Valori
- Partito della Rifondazione Comunista - Partito della Sinistra Europea - Partito dei Comunisti Italiani
- Partito Socialista
- Movimento Repubblicani Europei
- Federazione dei Verdi

Durante il suo mandato si è dimesso due volte, ma le ha sempre ritirate entro i 20 giorni previsti dalla legge: luglio 2011 e febbraio 2012.
Ha rassegnato nuovamente le dimissioni dalla carica il 27 dicembre 2012, diventate effettive il 16 gennaio 2013 (seconda volta in pochi anni che la città viene commissariata).
Dal 2014 presidente dell'Associazione "Ragazzi e Amici del Galilei".
Dal 2015 presidente della fondazione "Unione Anconitana", soggetto che si occupa della gestione dell'Ancona Calcio attraverso l'associazione di tifosi "Sosteniamolancona"; primo concreto caso di società calcistica italiana in mano ai propri sostenitori.